# Марченко Михайло Маркович
Михайло Маркович Марченко (21 жовтня 1946, село Гермаківка, Борщівський район, Тернопільська область) — український біохімік, академік АН ВШ України, доктор біологічних наук, професор. Декан факультету біології, екології та біотехнології, завідувач кафедри біохімії та біотехнології Чернівецького університету.

## Біографія
Народився 21 жовтня 1946 р. у селі Гермаківка Борщівського району Тернопільської області.

## Наукова діяльність
Захистив докторську дисертацію на тему: «Особливості біохімічних процесів при гібридизації рослин» 28.06.1993 (консультант доктор біологічних наук, професор Костишин С. С.).
Тематика наукових досліджень: Вивчення системного впливу злоякісних новоутворень на біохімічні характеристики органів попередньо опромінених пухлиноносіїв.

## Відзнаки і нагороди
- Заслужений діяч науки і техніки України
- Відмінник освіти України
- Академік АН Вищої школи
- Академік АН Національного прогресу
- Почесна грамота Міністерства освіти і науки України
- Премія НАН України імені О. В. Палладіна[2].